# 新广场 (塞维利亚)

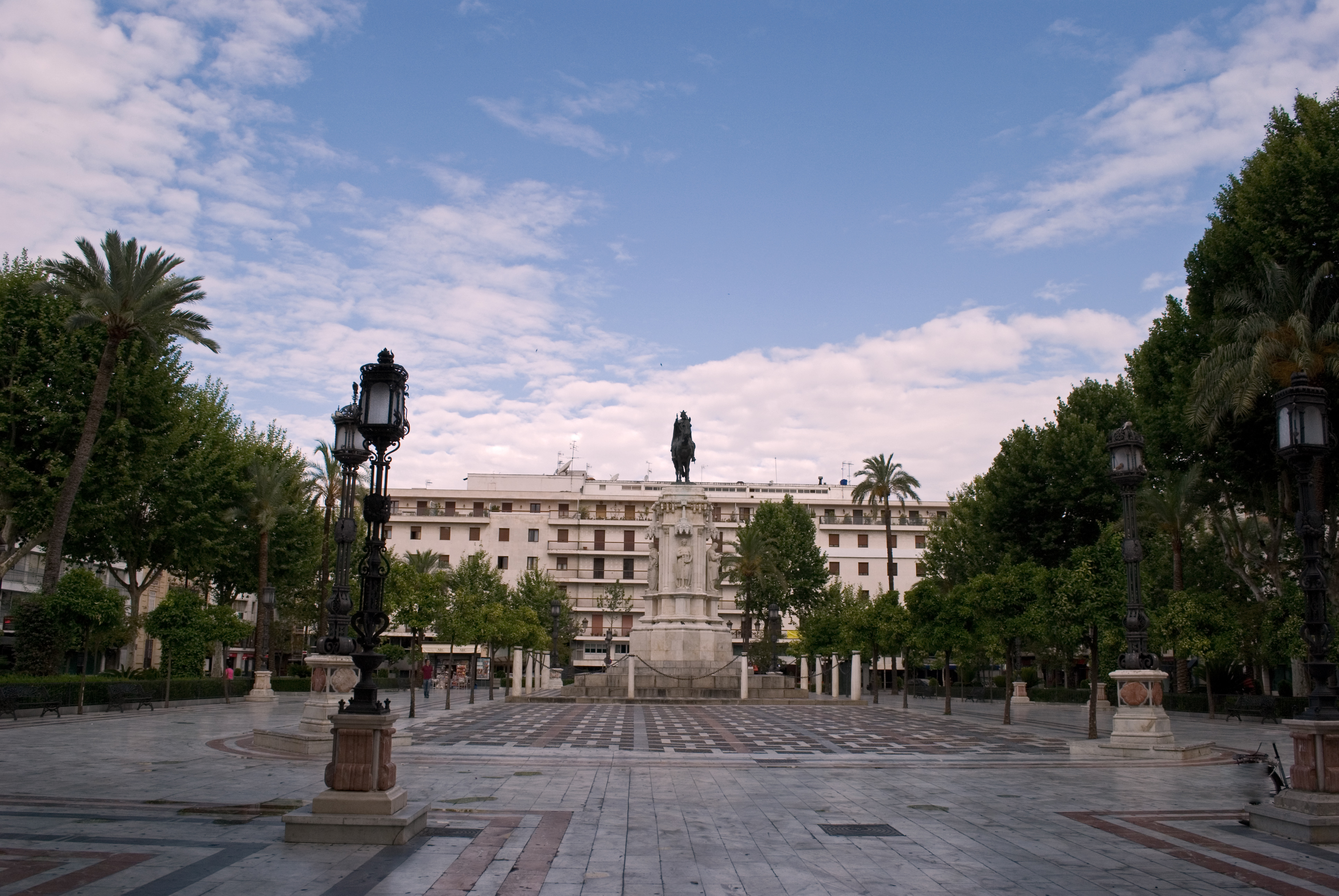
新广场

塞维利亚新广场（Plaza Nueva）相当于西班牙个城市中的主广场（Plaza Mayor）。主要建筑为塞维利亚市政厅。廣場竣工於1856年。

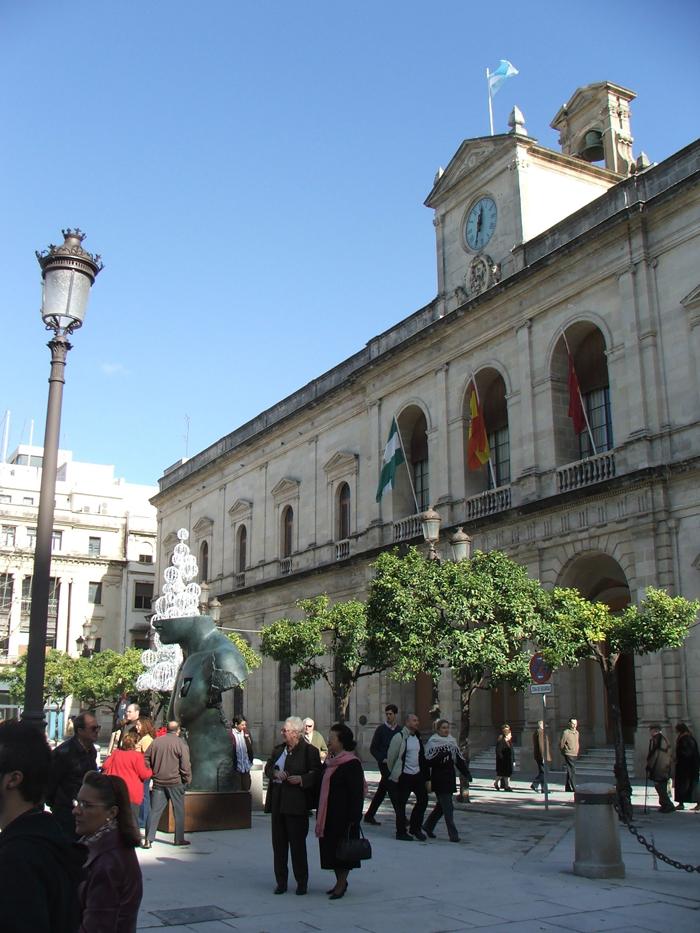
塞维利亚市政厅

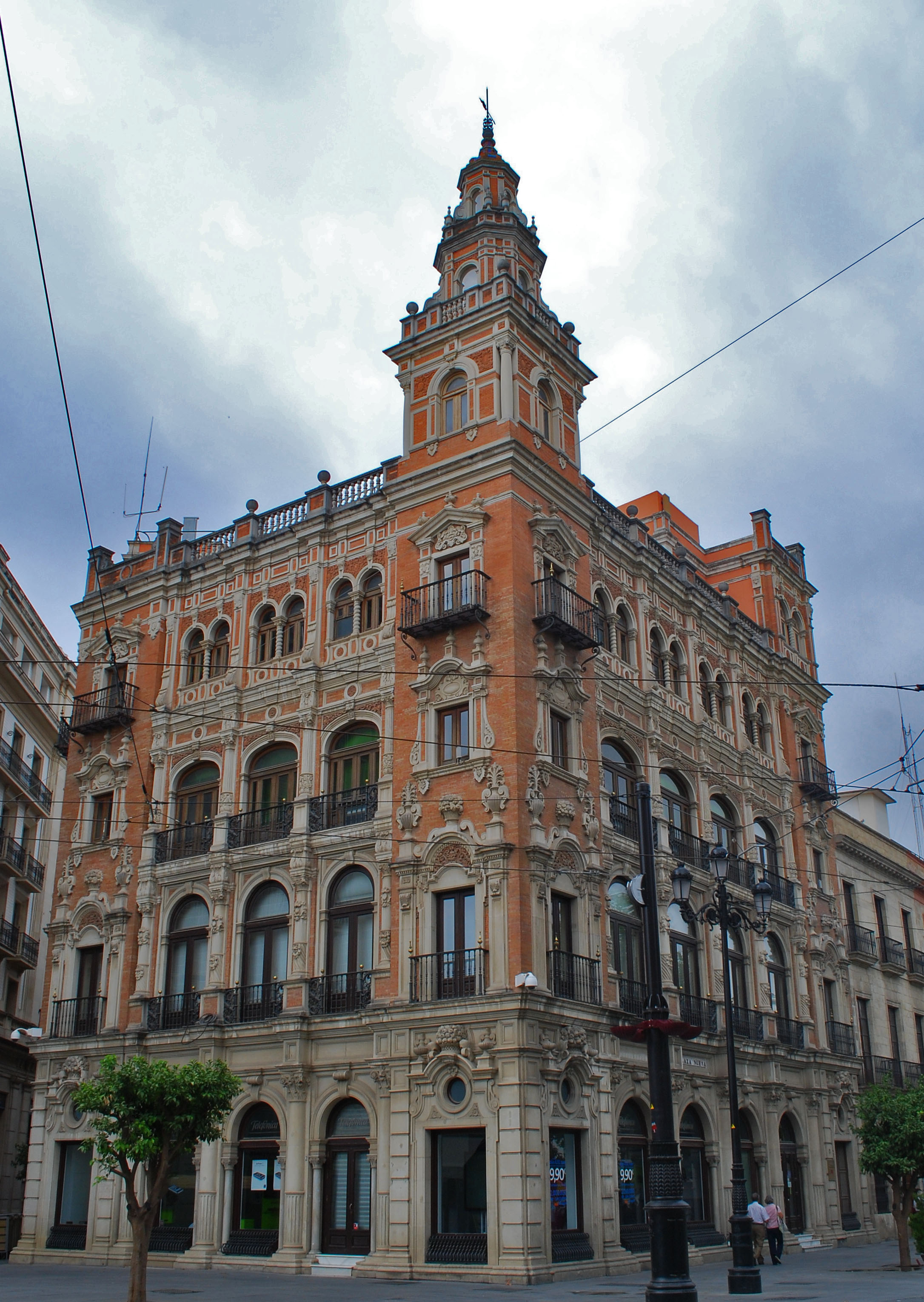

## 外部連結
37°23′18.97″N 5°59′43.91″W / 37.3886028°N 5.9955306°W
- Ayuntamiento de Sevilla （页面存档备份，存于）